# 询价函
询价函是财经应用文里面的一个专业名词，也可以看作是一种应用文。指在经济活动中，由买方向卖方询问有关商品的交易条件或具体价格（詢價）而使用的信函，目的是请求对方报价。卖方收到信函后，一般会写报价函回应。

## 格式

### 标题
一般写上询价函三个字，也可以直接写资询函。

### 称呼语
顶格写上收函公司的名称或个人姓名。

### 正文
写明向收函人索要的主要商品目录本、价目单、商品样品、样本等，也可以用发询价单或订单的方式询问某项商品的具体情况。

### 结束语
希望得到对方的回复。

### 落款
写明发函公司的名称和具体日期。